# Quyền LGBT ở Quần đảo Falkland
Quyền đồng tính nữ, đồng tính nam, song tính và chuyển giới ở Quần đảo Falkland được hưởng hầu hết các quyền giống như những người không phải LGBT.  Quan hệ đối tác hôn nhân và dân sự đã được mở cho cả các cặp đôi khác giới và đồng giới kể từ ngày 29 tháng 4 năm 2017. Sự phân biệt đối xử trên cơ sở khuynh hướng tình dục bị cấm theo hiến pháp.  Ngoài ra, thái độ chủ yếu là tích cực;  một cuộc tham vấn cộng đồng cho thấy 90% số người được hỏi ủng hộ hôn nhân đồng giới.
Vào tháng 4 năm 2017, một sự kiện tự hào đã được tổ chức tại thủ đô của Stanley, lần đầu tiên cho các hòn đảo.

## Bảng tóm tắt
| Hoạt động tình dục đồng giới hợp pháp                                                                                       | (Từ năm 1989)                                 |
| Độ tuổi đồng ý | (Từ năm 2005)                                 |
| Luật chống phân biệt đối xử trong việc làm                                                                                  | (Từ năm 2008)                                 |
| Luật chống phân biệt đối xử trong việc cung cấp hàng hóa và dịch vụ                                                         | (Từ năm 2008)                                 |
| Luật chống phân biệt đối xử trong tất cả các lĩnh vực khác (bao gồm phân biệt đối xử gián tiếp, ngôn từ kích động thù địch) | (Từ năm 2008)                                 |
| Công nhận các cặp đồng giới (ví dụ: kết hợp dân sự)                                                                         | (Từ năm 2017)                                 |
| Hôn nhân đồng giới | (Từ năm 2017)                                 |
| Con nuôi của các cặp vợ chồng đồng giới                                                                                     | (Từ năm 2017)                                 |
| Con nuôi chung của các cặp đồng giới                                                                                        | (Từ năm 2017)                                 |
| Người LGBT được phép phục vụ công khai trong quân đội                                                                       | Anh chịu trách nhiệm quốc phòng (Từ năm 2000) |
| Quyền thay đổi giới tính hợp pháp                                                                                           | No                                            |
| Truy cập IVF cho đồng tính nữ                                                                                               |                                               |
| Mang thai hộ thương mại cho các cặp đồng tính nam                                                                           | (Cấm cho các cặp vợ chồng dị tính cũng vậy)   |
| NQHN được phép hiến máu | No                                            |